# PPZ - Pride + Prejudice + Zombies
PPZ - Pride + Prejudice + Zombies (Pride and Prejudice and Zombies) è un film del 2016 scritto e diretto da Burr Steers.
La pellicola è l'adattamento cinematografico del romanzo del 2009 Orgoglio e pregiudizio e zombie, scritto da Seth Grahame-Smith, a sua volta ispirato al classico del 1813 Orgoglio e pregiudizio, scritto da Jane Austen.

## Trama
Nell'Inghilterra dell'800, invasa dai morti viventi, le cinque sorelle Bennet (Elizabeth, Jane, Kitty, Lydia e Mary) sono state cresciute imparando a usare le armi e varie arti marziali per sapersi difendere dagli zombi. Ad un ballo le sorelle Bennet incontrano il nobile Charles Bingley e il colonnello Fitzwilliam Darcy, esperto ammazza zombi. Bingley si innamora subito di Jane, la quale lo ricambia. Dopo averla vista combattere contro gli zombi quando questi irrompono alla festa, Darcy rimane colpito da Elizabeth.
I Bennet sono visitati dal prepotente Parson Collins, il quale chiede la mano a Elizabeth ma afferma che se si sposeranno, dovrà rinunciare alla sua vita da guerriera, che lei rifiuta di fare. Elizabeth incontra un affascinante soldato di nome Wickham e si organizza per incontrarlo a un altro ballo. Viaggia con lui in una chiesa piena di zombi che si nutrono di cervelli di maiale al posto di cervelli umani, mantenendo il loro comportamento relativamente umano. Wickham crede che con questi nuovi zombi civilizzati, i viventi possano coesistere con loro. Elizabeth scopre che Darcy convinse i Bingley a partire per tenere Bingley lontano da Jane. Quando Darcy si propone a Elizabeth, lei esprime sdegno per le sue azioni e lo combatte.
Darcy in seguito scrive a Elizabeth una lettera per scusarsi. Ribadisce che ha separato Jane da Bingley per paura che Jane lo volesse sposare solo per la sua ricchezza. Espone anche la vera natura di Wickham, che erano amici d'infanzia ma Wickham potrebbe aver ucciso il padre di Darcy, sperperato la sua eredità e cercato di ottenere ulteriori soldi dalla proprietà di Darcy; quando ciò fallì, Wickham tentò di fuggire con la sorella minore di Darcy, per la sua ricchezza. Elizabeth scopre che Wickham ha preso Lydia e Londra è stata invasa dagli zombi. Darcy salva Lydia e scopre che Wickham sta usando gli zombi civilizzati per creare un'armata di morti viventi, i quali hanno invaso Londra basandosi sulla pianificazione di Wickham. Darcy ferma i piani di Wickham nutrendo gli zombi col cervello umano, il che li rende selvaggi. Durante la lotta Darcy infilza Wickham al petto, rivelando che egli è uno zombi ed è rimasto civilizzato mangiando i cervelli di maiale.
Elizabeth riesce a salvare Darcy da Wickham e attraversano il ponte sopra il canale prima che l'esercito lo faccia esplodere per impedire agli zombi di raggiungere la città. Darcy rimane ferito dalla deflagrazione e Elizabeth, temendo che muoia, ammette in lacrime di ricambiare l'amore. Dopo la guarigione di Darcy, lui e Elizabeth si sposano, come fanno Jane e Bingley. Improvvisamente i festeggiamenti che seguono alla cerimonia vengono interrotti dall'arrivo di Wickham, a cavallo insieme ai Cavalieri dell'Apocalisse, che carica la sua orda di zombi contro i viventi.

## Produzione
Le riprese del film iniziano il 24 settembre 2014 al West Wycombe Park, nella contea di Buckinghamshire, in Inghilterra. Nel weekend di Halloween vengono effettuate alcune riprese all'Hatfield House. Altre riprese vengono fatte in novembre tra la cittadina di Old Basing e Frensham, dove le riprese continuano e terminano il 21 dello stesso mese.
Il budget del film è stato di 28 milioni di dollari.

## Promozione
Il primo trailer del film viene diffuso il 9 ottobre 2015.

## Distribuzione
La pellicola è stata distribuita nelle sale cinematografiche statunitensi a partire dal 12 febbraio 2016, ed in quelle italiane, in anteprima mondiale a partire dal 4 febbraio 2016.

### Divieti
Negli Stati Uniti il film ha ricevuto dalla MPAA un rating PG-13, ovvero vietato ai minori di 13 anni non accompagnati da adulti per la presenza di "scene d'azione violenta con zombie e presenza di sequenze inquietanti".

## Accoglienza

### Incassi
Pride and Prejudice and Zombies ha incassato 10,9 milioni di dollari in Nord America e 5,5 milioni di dollari in altri territori, per un totale mondiale di 16,4 milioni di dollari, contro un budget di 28 milioni di dollari.
Il film è uscito in Nord America il 5 febbraio 2016, insieme a Hail, Caesar! e La scelta. Si prevedeva che il film avrebbe incassato 10-12 milioni di dollari da 2.931 sale nel fine settimana di apertura. Ha guadagnato $ 300.000 dalle anteprime mostrate giovedì sera e $ 5,3 milioni nel fine settimana di apertura, finendo al di sotto delle aspettative e al sesto posto al botteghino. Nel suo terzo fine settimana è stato ritirato da 2.455 sale (88%), il terzo più grande calo della storia all'epoca.

## Critica
Il film ha ricevuto recensioni generalmente contrastanti da parte della critica, con critiche per il tono "incoerente", le sequenze d'azione mediocri e la trama insoddisfacente, anche se molti hanno elogiato i valori della produzione, le performance e l'umorismo. Il sito aggregatore di recensioni Rotten Tomatoes ha riferito che il 45% dei critici ha dato al film una recensione positiva sulla base di 188 recensioni, con una valutazione media di 5,41/10. Il consenso della critica del sito recita: "Orgoglio e pregiudizio e zombie riesce a strappare alcuni momenti divertenti dalla sua premessa, ma non offre mai il mashup completamente stravagante suggerito dal titolo. Su Metacritic, il film ha un punteggio medio ponderato di 45 su 100 sulla base delle recensioni di 34 critici, indicando "recensioni contrastanti o nella media". Il pubblico intervistato da CinemaScore ha assegnato al film un voto medio di "B−" su una scala da A+ a F.
Rafer Guzmán di Newsday ha scritto positivamente del film, assegnandogli tre stelle su quattro, definendolo "un piacere inaspettato e fuori dal comune, grazie a un cast di qualità della BBC e un umorismo (non) impassibile". Peter Traves di Rolling Stone ha assegnato al film 2 stelle su 4, commentando che "PP&Z è classificato PG-13, quindi il sangue degli zombi è decisamente dignitoso. Ma prima che la ripetizione offuschi la festa, il film arriva in qualche succoso inning." Mick LaSalle del San Francisco Chronicle ha assegnato al film due stelle su quattro dicendo: "Rispetto ad altri film di Jane Austen, non è molto, ma rispetto ad altri film sull'apocalisse zombi, è uno sforzo intelligente e colto". Hassenger dell'A.V. Club ha dato al film una C, commentando "Che questa particolare rivisitazione del romanzo di Jane Austen sembri una versione di Cliffs Notes è comprensibile; che i suoi pezzi di zombie siano altrettanto rudimentali, tuttavia, è più deludente." Clark Collis di Entertainment Weekly ha dato al film una B, dicendo "Seppur più inventivo che spaventoso, Orgoglio e pregiudizio e zombie infonde nuova vita al genere dei non morti estremamente popolare, ma ora disperatamente prevedibile". Mark Kermode di The Guardian ha dato al film due stelle su cinque, dicendo: "Ancora diviso tra Austen e i non morti, Steers sembra incerto su come interpretare entrambi gli elementi, smussando la commedia, l'horror e il romanticismo allo stesso modo. Il risultato manca di mordente, l'unico elemento che gli zombi e Austen dovrebbero avere in comune." Anche Helen O'Hara del Daily Telegraph ha assegnato due stelle su cinque, dicendo: "Se fosse stato più elegante nella narrazione, avrebbe potuto essere un divertente crossover di generi, ma i migliori sforzi di Steers e del suo cast non possono non trasformare il libro imbottito in un film che abbia davvero senso." Manohla Dargis del New York Times ha dato al film una recensione contrastante, dicendo: "Sia l'orgoglio che il pregiudizio giocano ancora la loro parte, ma ora sono noiosamente al servizio di una battuta ripetuta: la vista di un gentiluomo o di una dama, insieme o da soli, che giocano a carte o ballano, fatalmente invasi da zombie divoratori."
Christy Lemire di RogerEbert.com ha assegnato al film una stella e mezza su quattro, dicendo: "Come il romanzo Orgoglio e pregiudizio e Zombies, il film Orgoglio e pregiudizio e Zombies si basa su un semplice, unico espediente: è Orgoglio e pregiudizio... con gli zombie. Si tratta di un'idea vagamente divertente che in qualche modo è stata estesa a un intero libro, che in qualche modo è diventato un best seller, il che significa inevitabilmente che doveva essere trasformato in un film. Keith Uhlich di The Hollywood Reporter da' al film una recensione negativa, definendolo "Goffo, senza vita e - cosa strana da dire su un cadavere - quasi del tutto privo di fascino." Anche Lindsey Bahr dell'Associated Press ha dato una recensione negativa, dicendo "Questa storia avrebbe potuto essere migliore adatto a un adattamento televisivo. In quel caso i personaggi avrebbero potuto respirare un po'. Qui, l'azione e la violenza occupano lo spazio che sarebbe stato generalmente utilizzato per lo sviluppo del personaggio." Stephen Whitty di New York. Il Daily News ha dato al film due stelle su 5, dicendo: "I mostri affamati di Orgoglio e pregiudizio e Zombies sono alla ricerca di bei cervelli grandi. Beh, qui non ne troveranno." Stephanie Merry del Washington Post ha assegnato al film una stella e mezza su quattro, commentando ""Orgoglio e pregiudizio e zombie" offre ciò che promette il titolo: un po' di romanticismo e alcuni cattivi non morti, oltre a un po' di commedia. Ma questo riff eccessivamente impegnativo sulla formula vincente di Austen non giustifica tutti gli armeggi." Britton Peele del Dallas Morning News ha dato al film una B-, definendolo "Comico, divertente, cruento e tuttavia stranamente romantico."
La studiosa di letteratura e professoressa della Austen Devoney Looser ha dichiarato sulla rivista Entertainment Weekly la sua opinione secondo cui la prima metà del film, e in particolare Mr. Collins di Matt Smith, erano comiche, stridenti e divertenti. Ha valutato il film nel complesso con: "Ho riso molto e ho urlato. Oscillavo tra B + e A−. Sono disposta a promuoverlo per la sua originalità e a convivere con la mia reputazione di inflazione dei voti: A−." Il giornalista di Entertainment Weekly e fan dell'horror Clark Collis non ha valutato il film altrettanto bene: "Mi piacciono i film di genere che tentano qualcosa di diverso - e questo lo fa - ma non l'ho trovato così spaventoso. Gli darei una 'B'."